# 旗山武德殿
22°53′16″N 120°28′49″E / 22.887916°N 120.480241°E

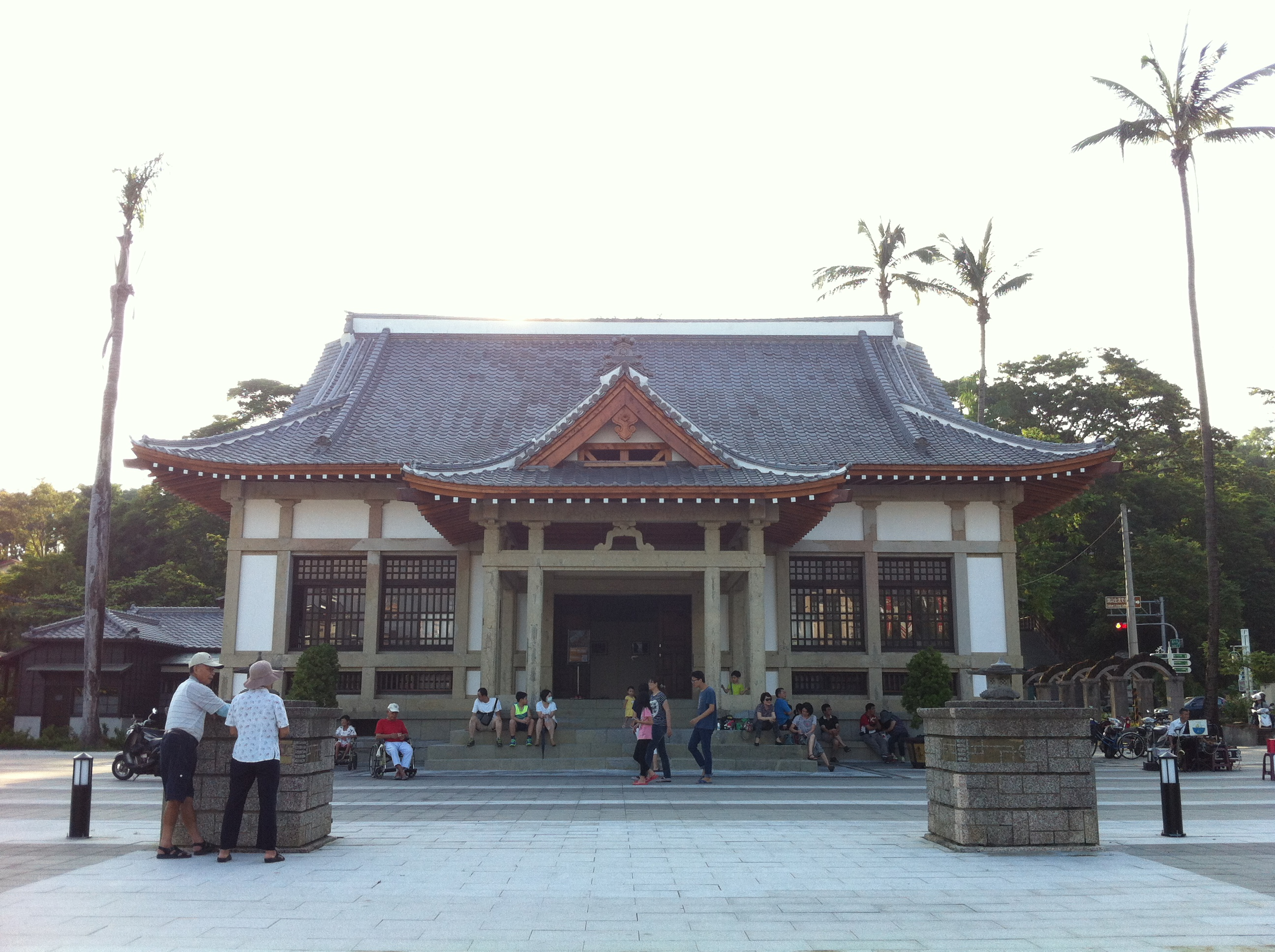
旗山武德殿

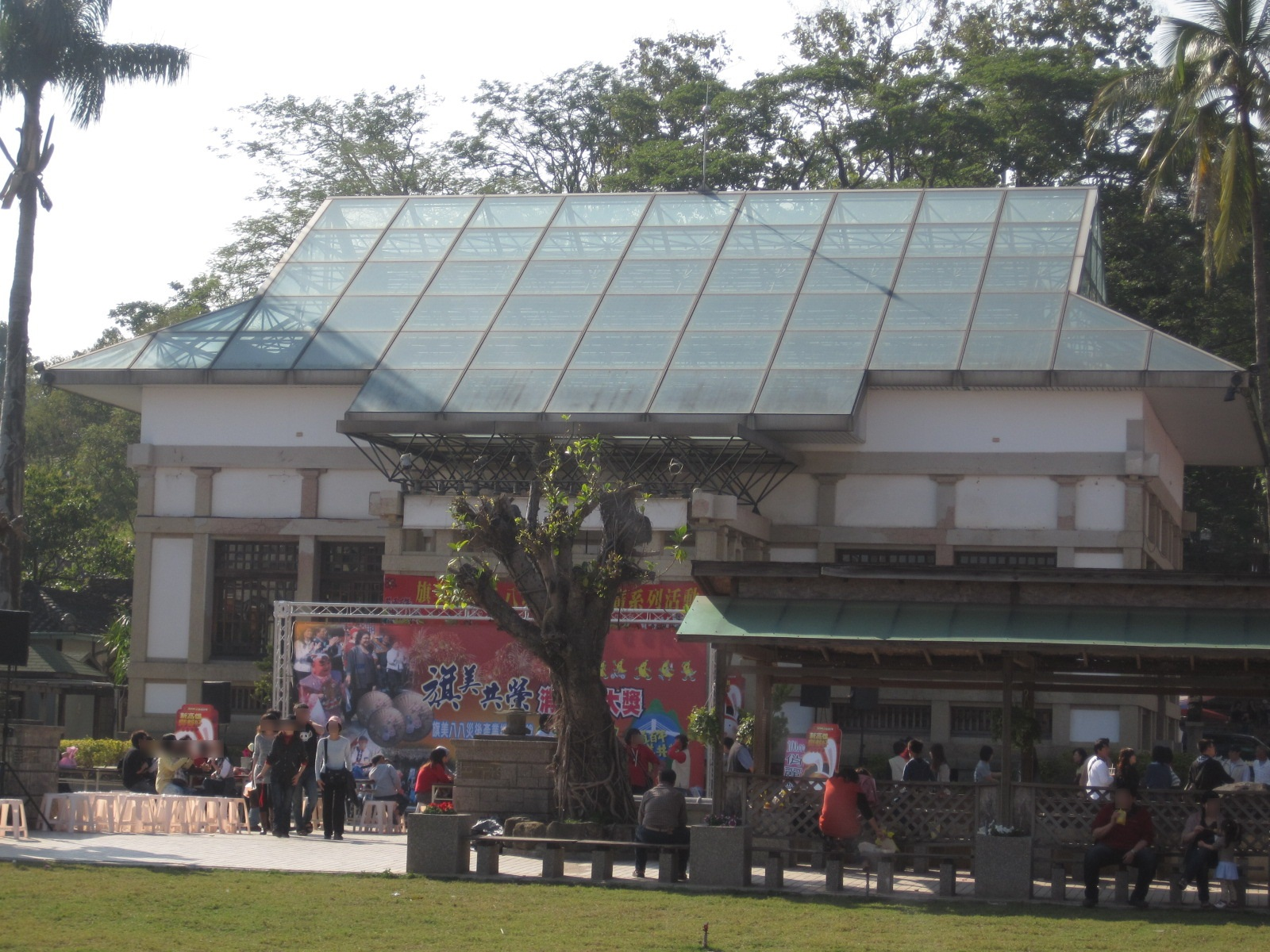
2011年時的旗山武德殿（屋頂未換回黑瓦）

旗山武德殿位於臺灣高雄市旗山區，1994年失火燒毀木構後，經高雄縣旗山鎮公所向中華民國內政部營建署爭取經費，於2000年動工修復。重建之後的武德殿於2001年11月18日啟用，但並未依原樣修復，而是將原本的黑瓦屋頂改為玻璃帷幕，因而讓旗山居民覺得突兀，監察委員趙榮耀、李伸一巡視後亦認為古蹟原貌盡失相當可惜。而重建之後的武德殿除了外觀上的問題之外，也有在夏季時室內過於悶熱的問題。2014年4月進行第二次整建工程，拆除武德殿玻璃屋頂改回黑瓦屋頂、並美化周邊景觀，於2014年12月21日落成啟用。

## 沿革

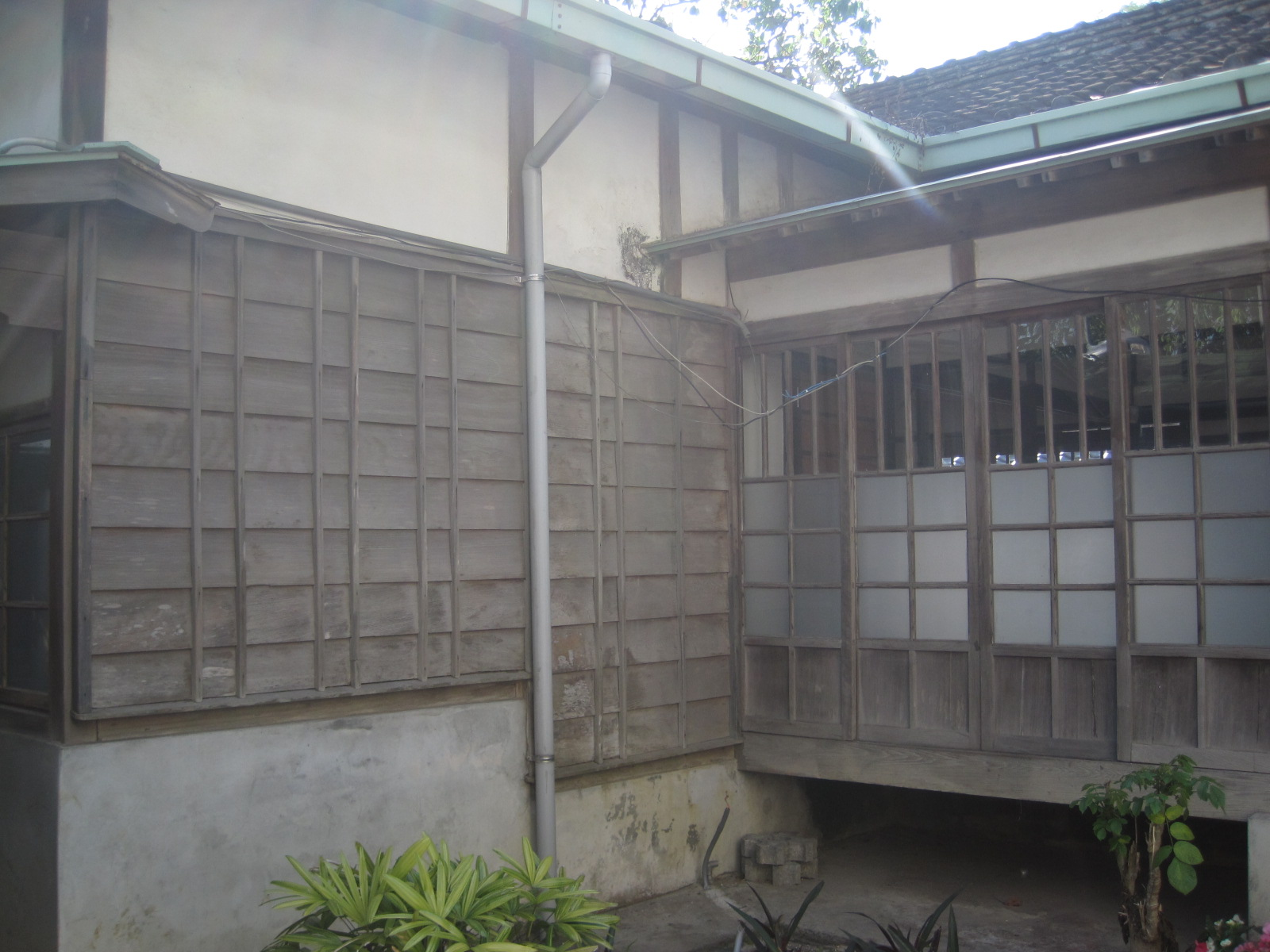
旗山武德殿後方附屬建築

旗山武德殿落成於臺灣日治時期的昭和九年（1934年）1月，於二次大戰後轉由高雄縣警察局旗山分局管理使用。武德殿在民國八十三年（1994年）10月16日中午失火，木構部分燒毀，僅餘R.C加強磚造的壁體與樑柱以及後方附屬建築。
旗山鎮公所收回武德殿產權後，向中華民國內政部營建署爭取經費準備予以整修。重建工程於2000年7月25日舉行動土儀式，2000年9月動工。2001年11月18日，完工的武德殿正式啟用，但並未依原樣修復，而是將原本的黑瓦屋頂改為玻璃帷幕，因而引發爭議。

## 建築
旗山武德殿原為混合唐式與和式風格的建築，其壁體與樑柱為R.C加強磚造結構，牆面還施以洗石子，上方則有木造樑架的黑瓦屋頂。第一次重建之後，黑瓦屋頂被更換為玻璃帷幕，引發爭議，於是在第二次整修時恢復黑瓦屋頂。